# 東本線
東本線（ひがしほんせん、タイ語:รายชื่อสถานีรถไฟ สายตะวันออก）は、タイ王国の鉄道でありフアランポーン駅とバンクロンルク国境駅 (260.28 km) 間を結ぶ鉄道路線である。チャチューンサオ駅 - サッタヒープ駅 (134.51 km) 間及び他4線の支線を有する。
当記事では上記4つの支線も併せて述べる。

## 概要
フアランポーン駅 - アランヤプラテート駅間は、1926年11月8日に全線開業し、その支線としてチャチューンサオ駅 - サッタヒープ駅等が1989年7月14日に開業した。今では支線の貨物輸送がメインとなっており、旅客輸送数は道路が整備されてきたことによりバスにその座を奪われている。2003年、貨物輸送の伸びによりフアマーク駅 - チャチューンサオ駅間が3線となり、2012年にはチャチューンサオ駅 - レムチャバン港駅間の複線化が行われた。
2019年4月、カンボジア側国境のポイペトまで再延伸。詳細は区間の節、ならびにth:ทางรถไฟสายอรัญประเทศ–ปอยเปต（タイ語・アランヤプラテート - ポイペトの鉄道）を参照。
2020年、貨物輸送用バイパス線であるチャチューンサオ - クローンシップカーオ - ケーンコイ 間 （約106 km）の複線化工事が完成した。
2023年、フアマーク - レムチャバン間、約120 kmの区間にてETCS Level 1 の導入が完了した。この時点ではタイ国内で最長のATP対応区間となっている。
また同年11月には、サッタヒープ支線の末端部において、サッタヒープ貨物駅に隣接するチュックサメット駅など2駅が新設され、11月10日のダイヤ改正をもってバーンプルータールアンまでだった同支線の旅客輸送区間が約10 km延長された。

## 路線データ
- 路線距離：
  - フアランポーン駅 - バンクロンルク国境駅（英語版） 260.23 km[要検証 – ノート]
  - チャチューンサオ駅 - サッタヒープ駅 134.51 km
  - マッカサン駅 - メナム駅 16.83 km
  - フアタケー駅[9] - ラートクラバンICD駅 3.53 km
  - クローンシップカーオ駅 - ケンコーイ駅 81.29 km
  - シーラーチャー分岐駅 - レムチャバン港駅 10.25 km
  - カオチーチャン駅 - マープタープット駅 81.29 km
- 軌間：1,000 mm
- 複線区間：
  - フアタケー駅 - ラートクラバンICD駅 3.53 km (支線として)
  - チャチューンサオ - レムチャバン港間 79.86 km
  - チャチューンサオ - クローンシップカーオ間 24.61 km
  - クローンシップカーオ -ケンコーイ間 81.29 km
    - (ケンコーイ付近の短絡線 4.0 km[10]）
- 3線区間：
  - フアマーク駅 - チャチューンサオ駅 45.81 km
- 電化区間: なし（全線非電化）

## 開業の歴史
- 1908年1月24日【開業】フアランポーン駅 - チャチューンサオ駅 (60.99 km)
- 1910年2月15日【開業】マッカサン駅 - メナム駅 (16.83 km)
- 1925年1月1日【開業】チャチューンサオ駅 - カビンブリー駅 (100.27 km)
- 1926年11月8日【開業】カビンブリー駅 - アランヤプラテート駅 (93.24 km)
- 1989年7月14日【開業】チャチューンサオ駅 - サッタヒープ駅 (134.51 km)
- 1992年【開業】シーラーチャー分岐駅 - レムチャバン港駅 (10.25 km)
- 1995年8月19日【開業】カオチーチャン分岐駅 - マープタープット駅 (20.48 km)
- 1995年8月19日【開業】クローンシップカーオ駅 - ケンコーイ駅 (81.29 km)
- 1996年10月4日【開業】ラートクラバンICD駅
- 2003年9月25日【複線化】 フアマーク駅 - チャチューンサオ駅
- 2019年4月22日【開業】アランヤプラテート駅 - カンボジア国境

## 運行旅客列車
- フアランポーン駅 - バンクロンルク国境駅（英語版）[11] : 普通2往復。
- フアランポーン駅 - カビンブリー駅 : 普通2往復
- フアランポーン駅 - プラーチーンブリー駅 : 普通1往復
- フアランポーン駅 - チュックサメット駅 : 普通1往復、特急1往復（土日のみ）
- フアランポーン駅 - チャチューンサオ分岐駅 : 普通5往復

## 区間

### フアランポーン駅 - アランヤプラテート駅 - カンボジア国境
東本線の基幹路線、すなわち本線である。このうちフアランポーン - チャチューンサオ間はバンコク近郊区間にあたり、バンコク中心部とチャチューンサオ県の県都であるムアンチャチューンサオ郡をほぼきれいに東西に結んでいる。当線の旅客列車の半数程度がクルテープ - チャチューンサオ間の運行である。
チャチューンサオで東部臨港地帯を結ぶサッタヒープ支線と分かれた後は北に進路を変え、同県バーンナームプリアオ郡にあるクローンシップカーオ駅で東北線ケンコーイ駅を結ぶ貨物バイパス線（後述）が分岐する。同駅以遠は再び東に進路を変え、プラーチーンブリー県ムアンプラーチーンブリー郡、サケーオ県ムアンサケーオ郡といった県庁所在地を経て同県アランヤプラテート郡を結び、タイ=カンボジア国境でロイヤルカンボジア鉄道北線に接続する。チャチューンサオからブラーチーンブリーにかけてはバーンパコン川右岸に沿って（但し本流からは1 km - 2 km離れた丘陵地を通る）、プラチャンタカーム以東は国道33号線にほぼ並走するルートをとっている。
第二次世界大戦中日本軍により、アランヤプラテート駅からカンボジアのシソポンまで（約50 km）の鉄道を開通させ、1941年12月20日頃よりプノンペン - バンコク間の国際線が運行されたが戦後廃止された。1955年4月22日 に再開されたが1961年12月27日 に再度廃止になった。さらに1970年に再復活し1975年に再々廃止になったその後ポル・ポト政権によりカンボジア国内の、シソポンより国境までの線路が撤去された。後に修復工事が実施され。2019年4月22日、アランヤプラテート - ポイペト間が開通した。タイ=カンボジア間の鉄道は再連結されたものの、2020年現在タイとカンボジアの二国間を直通運転する国際列車は運行されていない。カンボジアの鉄道も参照。
- 下表の駅等級は2025年版の資料に従う[15]。他区間も同様。

| 駅 名                                | 英語駅名                | 駅番号              | フアランポーン駅 からの距離 | 駅等級 | 電報略号 | 所 在 地                        | 所 在 地                   | 備 考                      |
| ------------------------------------ | ----------------------- | ------------------- | --------------------------- | ------ | -------- | ------------------------------- | -------------------------- | -------------------------- |
| フアランポーン駅                     | BANGKOK                 | 1001                | 0.00 km                     | 1等    | กท.      | バンコク都                      | パトゥムワン区             |                            |
| ウルポン停車場                       | Urupong                 | 3102                | 2.64 km                     | 停車場 | รุ.       | バンコク都                      | パトゥムワン区             |                            |
| パヤータイ停車場                     | Phayathai               | 3103                | 3.67 km                     | 停車場 | ญท.      | バンコク都                      | ラーチャテーウィー区       |                            |
| ラーチャプラーロップ停車場           | Rachaprarop             | 3104                | 4.59 km                     | 停車場 | รป.      | バンコク都                      | ラーチャテーウィー区       |                            |
| マッカサン駅                         | Makkasan                | 3001                | 5.17 km                     | 2等    | มส.      | バンコク都                      | ラーチャテーウィー区       | 分岐 メナム方面            |
| アソーク停車場                       | Asoke                   | 3105                | 6.98 km                     | 停車場 | อโ.      | バンコク都                      | ラーチャテーウィー区       |                            |
| クローンタン駅                       | Khlong Tan              | 3009                | 9.85 km                     | 2等    | คต.      | バンコク都                      | フワイクワーン区           |                            |
| スクンビット71停車場                 | Sukhumvit 71            | 3106                | 11.14 km                    | 停車場 | วท.      | バンコク都                      | スワンルワン区             |                            |
| フアマーク駅                         | Hua Mak                 | 3010                | 15.18 km                    | 2等    | หม.      | バンコク都                      | スワンルワン区             |                            |
| バーンタップチャーン駅               | Ban Thap Chang          | 3012                | 20.87 km                    | 3等    | ทช.      | バンコク都                      | プラウェート区             |                            |
| ソイワットランブーン停車場           | Soi Wat Lan Boon        | 3013                | 23.94 km                    | 停車場 | ซว.      | バンコク都                      | ラートクラバン区           |                            |
| ラートクラバン駅                     | Lat Krabang             | 3014                | 26.75 km                    | 3等    | ะบ.      | バンコク都                      | ラートクラバン区           |                            |
| プラチョムクラオ停車場               | Phra Chom Klao          | 3107                | 30.33 km                    | 停車場 | พม.      | バンコク都                      | ラートクラバン区           |                            |
| フアタケー駅                         | Hua Takhe               | 3015                | 30.91 km                    | 2等    | หข.      | バンコク都                      | ラートクラバン区           | 分岐 ラートクラバンICD方面 |
| クローンクルアンペーン駅             | Khlong Luang Phaeng     | 3017                | 39.50 km                    | 4等    | คพ.      | バンコク都                      | ラートクラバン区           |                            |
| クローンウドムチョンラジョーン停車場 | Khlong Udom Chonlajorn  | 3018                | 43.43 km                    | 停車場 | ดจ.      | チャチューンサオ県              | ムアンチャチューンサオ郡   |                            |
| プレン駅                             | Preng                   | 3019                | 46.50 km                    | 3等    | คป.      | チャチューンサオ県              | ムアンチャチューンサオ郡   |                            |
| クローンクウェーンクラン停車場       | Khlong Kwaeng Klan      | 3020                | 51.02 km                    | 停車場 | แข.      | チャチューンサオ県              | ムアンチャチューンサオ郡   |                            |
| クローンバンパラ駅                   | Khlong Bang Phra        | 3021                | 53.99 km                    | 4等    | คบ.      | チャチューンサオ県              | ムアンチャチューンサオ郡   |                            |
| バントゥーイ停車場                   | Bang Toey               | 3022                | 57.10 km                    | 停車場 | งย.      | チャチューンサオ県              | ムアンチャチューンサオ郡   |                            |
| チャチューンサオ駅                   | Chachoengsao Junction   | 3023                | 60.99 km                    | 1等    | ฉท.      | チャチューンサオ県              | ムアンチャチューンサオ郡   | 分岐 サッタヒープ方面      |
| ペットリー停車場                     | Paet Riu                | 3025                | 62.87 km                    | 停車場 | แร       | チャチューンサオ県              | ムアンチャチューンサオ郡   |                            |
| バンクワァン停車場                   | Bang Kwan               | 3050                | 67.14 km                    | 停車場 | บญ.      | チャチューンサオ県              | ムアンチャチューンサオ郡   |                            |
| プロンアカス停車場                   | Phrong Akat             | 3053                | 74.53 km                    | 停車場 | โก.      | チャチューンサオ県              | バーンナムプリアオ郡       |                            |
| バーンナムプリアオ駅                 | Bang Nam Prieo          | 3055                | 79.04 km                    | 3等    | บย.      | チャチューンサオ県              | バーンナムプリアオ郡       |                            |
| クローンシップカーオ駅               | Khlong Sip Kao Junction | 3057                | 85.60 km                    | 3等    | สเ.      | チャチューンサオ県              | バーンナムプリアオ郡       | 分岐 ケンコーイ方面        |
| クローンイーシップエッ停車場         | Khlong Yi Sip Et        | 3058                | 89.42 km                    | 停車場 | เอ.      | チャチューンサオ県              | バーンナムプリアオ郡       |                            |
| ヨータカ駅                           | Yothaka                 | 3059                | 93.73 km                    | 4等    | ยท.      | プラーチーンブリー県            | バーンサーン郡             |                            |
| バーンサーン駅                       | Ban Sang                | 3061                | 101.53 km                   | 2等    | สา.      | プラーチーンブリー県            | バーンサーン郡             |                            |
| ノーンナームカーオ停車場             | Nong Nam Khao           | 3063                | 109.49 km                   | 停車場 | งข.      | プラーチーンブリー県            | バーンサーン郡             |                            |
| バーンパークプリー駅                 | Ban Pak Phli            | 3064                | 115.28 km                   | 4等    | าป.      | ナコーンナーヨック県            | パークプリー郡             |                            |
| プラーチーンブリー駅                 | Prachin Buri            | 3066                | 121.78 km                   | 1等    | ปจ.      | プラーチーンブリー県            | ムアンプラーチーンブリー郡 |                            |
| ノーンカチャープ停車場               | Nong Krachap            | 3067                | 126.25 km                   | 停車場 | อะ.      | プラーチーンブリー県            | ムアンプラーチーンブリー郡 |                            |
| コークマコック駅                     | Khok Makok              | 3068                | 131.00 km                   | 4等    | กอ.      | プラーチーンブリー県            | ムアンプラーチーンブリー郡 |                            |
| プラチャンタカーム駅                 | Prachan takham          | 3070                | 137.65 km                   | 3等    | จค.      | プラーチーンブリー県            | プラチャンタカーム郡       |                            |
| ノーンセーン停車場                   | Nong Saeng              | 3071                | 143.41 km                   | 停車場 | หแ.      | プラーチーンブリー県            | プラチャンタカーム郡       |                            |
| バーンドンバン駅                     | Ban Dong Bang           | 3072                | 146.73 km                   | 4等    | ดบ.      | プラーチーンブリー県            | プラチャンタカーム郡       |                            |
| バーンプロームセーン停車場           | Ban Phrom Saeng         | 3073                | 151.85 km                   | 停車場 | พส.      | プラーチーンブリー県            | カビンブリー郡             |                            |
| バーンコデーン停車場                 | Ban Ko Daeng            | 3074                | 156.15 km                   | 停車場 | เด.      | プラーチーンブリー県            | カビンブリー郡             |                            |
| カビンブリー駅                       | Kabin Buri              | 3075                | 161.26 km                   | 2等    | กบ.      | プラーチーンブリー県            | カビンブリー郡             |                            |
| カビンガオ停車場                     | Kabin Kao               | 3076                | 165.50 km                   | 停車場 | กก.      | プラーチーンブリー県            | カビンブリー郡             |                            |
| ノーンサン駅                         | Nong Sang               | 3078                | 172.71 km                   | 4等    | อส.      | プラーチーンブリー県            | カビンブリー郡             |                            |
| プラプロン停車場                     | Phra Prong              | 3081                | 183.76 km                   | 停車場 | พป.      | プラーチーンブリー県            | カビンブリー郡             |                            |
| バーンケーン駅                       | Ban Kaeng               | 3083                | 190.06 km                   | 4等    | บแ.      | サケーオ県                      | ムアンサケーオ郡           |                            |
| サーラーラムドゥアン停車場           | Sala Lamduan            | 3085                | 195.87 km                   | 停車場 | ลด.      | サケーオ県                      | ムアンサケーオ郡           |                            |
| サケーオ駅                           | Sa Kaeo                 | 3087                | 202.25 km                   | 3等    | ะก.      | サケーオ県                      | ムアンサケーオ郡           |                            |
| ターカセム停車場                     | Tha Kasem               | 3090                | 216.28 km                   | 停車場 | ทเ.      | サケーオ県                      | ムアンサケーオ郡           |                            |
| フワイチョット停車場                 | Huai Chot               | 3092                | 223.40 km                   | 停車場 | ยจ.      | サケーオ県                      | ワッタナーナコーン郡       |                            |
| ワッタナーナコーン駅                 | Watthana Nakhon         | 3094                | 233.86 km                   | 3等    | วค.      | サケーオ県                      | ワッタナーナコーン郡       |                            |
| バーンポーンコム停車場               | Ban Pong Kom            | 3096                | 240.32 km                   | 停車場 | อม.      | サケーオ県                      | ワッタナーナコーン郡       |                            |
| フワイドゥア停車場                   | Huai Dua                | 3097                | 245.03 km                   | 停車場 | หอ.      | サケーオ県                      | ワッタナーナコーン郡       |                            |
| アランヤプラテート駅                 | Aranyaprathet           | 3100                | 254.50 km                   | 2等    | อร.      | サケーオ県                      | アランヤプラテート郡       |                            |
| バンクロンルク国境駅                 | Ban Klong Luk Border    | 3130                | 260.23 km                   | 4等    | ลง.      | サケーオ県                      | アランヤプラテート郡       |                            |
| タイ/カンボジア国境                  | タイ/カンボジア国境     | タイ/カンボジア国境 | 260.45 km                   |        |          |                                 |                            |                            |
| ポイペト駅                           | Poipet                  |                     | 261.25 km                   |        |          | カンボジア バンテイメンチェイ州 |                            |                            |

### チャチューンサオ駅 - サッタヒープ駅
旅客列車の運行はフワランポーン駅 - チュックサメット駅間の1日1往復（週末2往復）のみである。
| 駅 名                                                            | 英語駅名                                  | 駅番号 | フアランポーン駅 からの距離 | 駅等級 | 電報略号 | 所 在 地           | 所 在 地                 | 備 考                     |
| ---------------------------------------------------------------- | ----------------------------------------- | ------ | --------------------------- | ------ | -------- | ------------------ | ------------------------ | ------------------------- |
| チャチューンサオ駅                                               | Chachoeng Sao Junction                    | 3023   | 60.99 km                    | 1等    | ฉท.      | チャチューンサオ県 | ムアンチャチューンサオ郡 |                           |
| ペートリウ停車場                                                 | Paet Riu                                  | 3025   | 62.87 km                    | 停車場 | แร       | チャチューンサオ県 | ムアンチャチューンサオ郡 |                           |
| ドーンシーノン駅                                                 | Don Si Non                                | 3026   | 75.97 km                    | 4等    | ดอ.      | チャチューンサオ県 | バーンポー郡             |                           |
| パーントーン駅                                                   | Phan Thong                                | 3029   | 91.53 km                    | 3等    | งท.      | チョンブリー県     | パーントーン郡           |                           |
| チョンブリー駅                                                   | Chon Buri                                 | 3032   | 107.79 km                   | 1等    | ชบ.      | チョンブリー県     | ムアンチョンブリー郡     |                           |
| セーンスック停車場                                               | Saen Sook                                 | 3033   | 114.46 km                   | 停車場 | แน.      | チョンブリー県     | ムアンチョンブリー郡     |                           |
| バーンプラ駅                                                     | Bang Phra                                 | 3034   | 121.31 km                   | 4等    | ระ.      | チョンブリー県     | シーラーチャー郡         |                           |
| カオ・プラバーッ停車場                                           | Khao Phrabat                              | 3035   | 125.35 km                   | 停車場 | ขะ.      | チョンブリー県     | シーラーチャー郡         |                           |
| ワチラウッド停車場                                               | Vajiravudh Scout Camp                     |        | 127.50 km                   | 停車場 |          | チョンブリー県     | シーラーチャー郡         | 使用停止中(2024年現在)    |
| シーラーチャー分岐駅                                             | Si Racha Junction                         | 3036   | 130.60 km                   | 2等    | ศช.      | チョンブリー県     | シーラーチャー郡         | 分岐 レムチャバン方面     |
| バーンラムン駅                                                   | Bang Lamung                               | 3039   | 144.08 km                   | 2等    | มุ.       | チョンブリー県     | バーンラムン郡           |                           |
| パッタヤー駅                                                     | Pattaya                                   | 3041   | 155.14 km                   | 2等    | พา.      | チョンブリー県     | バーンラムン郡           |                           |
| パッタヤーターイ停車場                                           | Pattaya Tai                               | 3042   | 158.82 km                   | 停車場 | ใต.      | チョンブリー県     | バーンラムン郡           |                           |
| タラートナーム4パーク停車場 (パッタヤーフローティングマーケット) | Talat Nam 4 Pak (Pattaya Floating Market) | 3124   | 163.00 km                   | 停車場 | ตภ.      | チョンブリー県     | バーンラムン郡           |                           |
| バーンフアイクワーン駅                                           | Ban Huai Kwang                            | 3043   | 168.34 km                   | 3等    | ยข.      | チョンブリー県     | バーンラムン郡           |                           |
| ヤナサンワララム停車場                                           | Yanasangwararam                           | 3123   | 171.10 km                   | 停車場 | ญส.      | チョンブリー県     | サッタヒープ郡           |                           |
| スアンノーンヌッチ停車場                                         | Suan Nong Nuch                            | 3044   | 174.09 km                   | 停車場 | นุ.       | チョンブリー県     | サッタヒープ郡           |                           |
| カオ・チー・チャン駅                                             | Kao Chi Chan Junction                     | 3045   | 180.00 km                   | 4等    | ชจ.      | チョンブリー県     | サッタヒープ郡           | 分岐 マープタープット方面 |
| バーンプルータールアン駅                                         | Ban Plu Ta Luang                          | 3047   | 184.03 km                   | 4等    | พต.      | チョンブリー県     | サッタヒープ郡           |                           |
| ウタパオ駅                                                       | U Taphao                                  | 3048   | 189.00 km                   | 4等    | อต.      | チョンブリー県     | サッタヒープ郡           |                           |
| ジャンボリー停車場                                               | Jamboree                                  |        | 193.09 km                   | 停車場 | แโ       | チョンブリー県     | サッタヒープ郡           | 使用停止中(2024年現在)    |
| チュックサメット駅                                               | Chuk Samet                                | 3049   | 195.00 km                   | 4等    | จเ.      | チョンブリー県     | サッタヒープ郡           |                           |
| サッタヒープ駅                                                   | Sattahip Port                             |        | 195.50 km                   | ---    | สห       | チョンブリー県     | サッタヒープ郡           | 貨物駅                    |

### シーラーチャー分岐駅 - レムチャバン駅
貨物列車のみの運行であり、旅客列車の運行は行っていない。
| 駅 名                | 英語駅名           | 駅番号 | フアランポーン駅 からの距離 | 駅等級 | 電報略号 | 所 在 地       | 所 在 地         | 備 考  |
| -------------------- | ------------------ | ------ | --------------------------- | ------ | -------- | -------------- | ---------------- | ------ |
| シーラーチャー分岐駅 | Si Racha Junction  | 3036   | 130.60 km                   | 2等    | ศช.      | チョンブリー県 | シーラーチャー郡 |        |
| レムチャバン駅       | Laem Chabang       | 3037   | 139.85 km                   | ---    | ฉบ.      | チョンブリー県 | シーラーチャー郡 | 貨物駅 |
| レムチャバン港駅     | Laem Chabang Ports |        | 140.85 km                   | ---    | ทบ       | チョンブリー県 | シーラーチャー郡 | 貨物駅 |

### カオチーチャン分岐駅 - マープタープット駅
貨物列車のみの運行であり、旅客列車の運行は行っていない。
2022年4月25日、マープタープット駅を起点として鉄道輸送でドリアンを中国に輸出するプロジェクトが開始された。
| 駅 名              | 英語駅名              | 駅番号 | フアランポーン駅 からの距離 | 駅等級 | 電報略号 | 所 在 地       | 所 在 地         | 備 考  |
| ------------------ | --------------------- | ------ | --------------------------- | ------ | -------- | -------------- | ---------------- | ------ |
| カオチーチャン駅   | Kao Chi Chan Junction | 3045   | 180.00 km                   | 3等    | ชจ.      | チョンブリー県 | サッタヒープ郡   |        |
| バーンチャーン駅   | Ban Chang             | 3110   | 192.25 km                   | 4等    | บฉ.      | ラヨーン県     | バーンチャーン郡 | 貨物駅 |
| マープタープット駅 | Map Ta Put            | 3115   | 200.48 km                   | 3等    | าพ.      | ラヨーン県     | ムアンラヨーン郡 | 貨物駅 |

### クローンシップカーオ駅 - ケンコーイ駅
貨物列車のみの運行であり、旅客列車の運行は行っていないが特別な事情（他線区運行不能等）の際にはこの限りでなく
円滑な運行に努めている。
2016年2月17日、チャチューンサオ - ケンコーイ間の複線化工事着工式が行われ、2020年に完成した。
2020年、ケンコーイ駅南側に新設されたバーンパイナーブン分岐駅から分岐し、東北本線上り方に至る短絡線(全長 3.995 km)が開通した。
| 駅 名                                     | 英語駅名                 | 駅番号 | フアランポーン駅 からの距離 | 駅等級 | 電報略号 | 所 在 地             | 所 在 地             | 備 考          |
| ----------------------------------------- | ------------------------ | ------ | --------------------------- | ------ | -------- | -------------------- | -------------------- | -------------- |
| クローンシップカーオ駅                    | Khlong Sip Kao Junction  | 3057   | 85.60 km                    | 3等    | สเ.      | チャチューンサオ県   | バーンナムプリアオ郡 |                |
| オンカラック駅                            | Ongkharak                | 3118   | 115.00 km                   | 4等    | อษ.      | ナコーンナーヨック県 | オンカラック郡       | 貨物駅         |
| ウィハーンデーン駅                        | Wihan Daeng              | 3120   | 138.40 km                   | 4等    | วแ.      | サラブリー県         | ウィハーンデーン郡   | 貨物駅         |
| プラプッターチャイトンネル 全長 1,197.00m |                          |        |                             |        |          | サラブリー県         |                      |                |
| ブヤイ駅                                  | Bu Yai                   | 3121   | 149.00 km                   | 4等    | ให.      | サラブリー県         | ケンコーイ郡         | 貨物駅         |
| バーンパイナーブン分岐駅                  | Ban Phai Na Bun Junction | 3122   | 162.811 km                  | 4等    | บญ.      | サラブリー県         | ムアンサラブリー郡   | 貨物駅         |
| ケンコーイ駅                              | Kaeng Khoi Junction      | 2011   | 166.89 km                   | 1等    | กค.      | サラブリー県         | ケンコーイ郡         | 東北本線に接続 |

### マッカサン駅 - メナム駅
貨物列車のみの運行であり、旅客列車の運行は行っていない。
| 駅 名        | 英語駅名            | 駅番号 | フアランポーン駅 からの距離 | 駅等級 | 電報略号 | 所 在 地   | 所 在 地             | 備 考  |
| ------------ | ------------------- | ------ | --------------------------- | ------ | -------- | ---------- | -------------------- | ------ |
| マッカサン駅 | Makkasan            | 3001   | 5.17 km                     | 2等    | มส.      | バンコク都 | ラーチャテーウィー区 |        |
| メナム駅     | Mae Nam             | 3002   | 9.87 km                     | 3等    | มน.      | バンコク都 | クローントゥーイ区   | 貨物駅 |
| タルアマイ駅 | Tha Rua Mai         | 3003   | 14.00 km                    | ---    | รห.      | バンコク都 | クローントゥーイ区   | 貨物駅 |
| メナム駅     | Mae Nam (Bang Chak) |        | 22.00 km                    | ---    |          | バンコク都 | クローントゥーイ区   | 貨物駅 |

### フアタケー駅 - ラートクラバンICD駅
通関拠点である「ラートクラバンICD」（ラッカバンICD、ラックラバンICDとも、英：Lat Krabang Inland Container Depot）に設けられたラートクラバンICD駅とフアタケー駅を直結する支線で、旅客列車の運行は行っていない。
- ラートクラバンICDはラートクラバン駅とパーチョムクラオ停車場の間に位置している。
- バンコク郊外東方にあるタイ最大の国際貿易港・レムチャバン港とのアクセスを主眼としており、西方のバンコク中心部からはフアタケー駅で方向転換（スイッチバック）しないと進入できない。

| 駅 名                  | 英語駅名               | 駅番号 | フアランポーン駅 からの距離 | 駅等級 | 電報略号 | 所 在 地   | 所 在 地         | 備 考      |
| ---------------------- | ---------------------- | ------ | --------------------------- | ------ | -------- | ---------- | ---------------- | ---------- |
| フアタケー駅           | Hua Takhe              | 3015   | 30.91 km                    | 2等    | หข.      | バンコク都 | ラートクラバン区 |            |
| パーチョムクラオ停車場 | Pra Chom Klao          | 3107   | (30.33 km)                  | 停車場 | พม.      | バンコク都 | ラートクラバン区 | 全列車通過 |
| ラートクラバンICD駅    | Inland Container Depot | 3016   | 33.86 km                    | ---    | ซด.      | バンコク都 | ラートクラバン区 | 貨物駅     |